# سيغوندو دوراندال
سيغوندو دوراندال (بالإسبانية: Segundo Durandal)‏ (17 مارس 1912 – تاريخ الوفاة غير معلوم) لاعب كرة قدم بوليفي راحل كان يجيد اللعب في خط الدفاع .
لعب في نادي سان خوسيه أورورو من 1930 إلى 1938 ثم انتقل إلى نادي بوليفار حتى نهاية مسيرته الرياضية . شارك مع منتخب بوليفيا في بطولة كأس العالم 1930 في الأوروغواي .

## روابط خارجية
- سيغوندو دوراندال على موقع الاتحاد الدولي (مؤرشف)  (الإنجليزية)
- سيغوندو دوراندال على موقع قاعدة بيانات كرة القدم.إي يو (الإنجليزية)
- سيغوندو دوراندال على موقع ناشيونال فوتبول تيمز (الإنجليزية)
- سيغوندو دوراندال على موقع عالم كرة القدم.نت (الإنجليزية)